# Citronček
Citronček ali rumenjak (znanstveno ime Gonepteryx rhamni) spada v družino belinov (Pieridae). To so srednje veliki dnevni metulji, ki so dokaj pogosti na gozdnem in grmovnatem svetu.
Krila so pri samcih citronsko rumena, pri samicah pa zelenkasto bela. Tako samec kot samica imata na sredini obeh krilih oranžno pegico. Medtem, ko prezimi večina metuljev kot buba, se citronček obesi na vejo kot metulj. Velja za enega najbolj dolgo živečih metuljev.
- Gonepteryx rhamni ♂
- Gonepteryx rhamni ♂  △
- Gonepteryx rhamni ♀
- Gonepteryx rhamni ♀ △

## Življenjski cikel
To vrsto metuljev lahko med letom najdlje opazujemo, saj letajo od marca pa tja do septembra. Največ metuljev leta v poznem poletju z nastopom mrzlih jesenskih noči pa izginejo. Zarijejo se pod odpadlo listje, tam otrpnejo in preživijo zimski mraz. Ponovno postanejo aktivni zgodaj spomladi. Sicer pa metulji prezimijo navadno v nedoraslem stanju, kot jajca ali kot bube.